# Му-Ус
Му-Ус (кит. упр. 毛乌素沙漠, палл. Маоусушамо; перевод названия с монгольского языка — «плохая вода») — бывшая пустыня, расположенная в Китайской Народной Республике между округом Юйлинь провинции Шэньси и городом окружного значения Ордос автономного района Внутренняя Монголия. Вследствие многолетней политики озеленения пустыни и мелиорации почв, по данным китайского государственного телевидения, по состоянию на май 2020 года 42 200 км², которые ранее занимала пустыня, 93,24 % превратились в оазис. По южной границе пустыни проходит Великая Китайская стена. Большую часть территории пустыни занимают дюны. Через пустыню протекают притоки Хуанхэ — Удинхэ и Куехэ.

## География
Пустыня Му-Ус находится на окраине плато Ордос, на юге автономного района Внутренняя Монголия, в 563 км к западу от Пекина. Входит в десятку самых больших по площади пустынь в Китае.
Климат
Пустыня ежегодно получает меньше 250 мм осадков, большая часть которых выпадает во время летних гроз. В пустыне много соленых озер и неустойчивых потоков. Зимы холодные, преобладающее направление ветров — с севера и северо-запада. Температура января в среднем в пределах −13…−10 °C. Температура в самом жарком месяце — июле — +17…+26 °C, иногда до +43 °C. Особенность местного климата — большие перепады температур, как в течение года, так и дня.
Флора и фауна
Для пустыни Му-Ус характерна растительность, типичная для пустынь: засухоустойчивая полынь, карагана и копеечник, в низменностях — солончаковые луга. Дикие животные практически не встречаются.

## Борьба с опустыниванием
Местность в районе пустыни постоянно подвергалась сильным пыльным бурям, которые уносили почву вместе с урожаем. В течение многих лет в районе проводились исследования по поиску путей внедрения особой модели развития региона и борьбы с опустыниванием. В течение более 60 лет местные власти и население региона озеленяли пустыню с помощью 70 тыс. га лесопосадок. Высаживалась в основном монгольская сосна. Движение дюн было остановлено и взято под контроль, площадь озеленения к весне 2020 года превысила 93 %. Распространение лесозащитных насаждений на значительную площадь существенно улучшило экологическую обстановку в регионе.
В настоящее время на юго-западной окраине пустыни Му-Ус находится государственный национальный природный заповедник «Байцзитань» — зелёный оазис с рощицами, водоемами и цветущими полями лаванды площадью свыше 220 га. Возле города Ордос построен отель и курорт Сяншавань с гостиницей «Desert Lotus Hotel». Эта «зелёная китайская стена» отделяет пустыню от районов, орошаемых водой из реки Хуанхэ. Общая площадь парка составляет около 4,6 тыс. га. В регионе была построена самая протяжённая автотрасса, строительство которой проходило в условиях пустынной местности.

## Достопримечательности
На Северо-восточных территориях Китая археологи исследуют ранние археологические культуры IX—VII вв. до н. э. (культуры янлан, маоцингоу), существовавшие синхронно культурам Синьцзяна и Саяно-Алтая в VI—III веках до н. э. Представление о хозяйственном и культурном развитии населения Северного Китая в VI—III вв. до н. э. расширилось благодаря случайной находке местными крестьянами двух богатых погребений III в. до н. э. В могильнике Алучайдэнв в северной части пустыни Му-Ус археологи нашли уникальную коллекцию предметов: из этого захоронения было извлечено 218 золотых предметов и несколько меньшее количество серебряных изделий.